# 梅尔克斯-基瑟尔巴赫
梅尔克斯-基瑟尔巴赫（德語：Merkers-Kieselbach，發音：[ˈmɛʁkɐs ˈkiːzl̩ˌbax]）是德国图林根州瓦特堡县曾经的一个市镇，面积19.43平方千米，2012年12月31日人口为2,895人。2013年12月31日，梅尔克斯-基瑟尔巴赫与市镇多恩多夫合并为新市镇克赖恩贝格格迈恩德。